# Università di Passavia
L'Università di Passavia (Universität Passau in tedesco) è un'università pubblica di ricerca situata a Passavia, nella Bassa Baviera, in Germania. Fondata nel 1978, è la più recente università della Baviera e conseguentemente ha il campus più moderno dello Stato. Peraltro le sue radici si collegano a un Gymnasium fondato da Leopoldo V.
Ha quattro facoltà e 37 differenti programmi di formazione.